# She Works Hard for the Money
She Works Hard for the Money ist ein Lied von Donna Summer aus dem Jahr 1983. Sie schrieb es zusammen mit Michael Omartian. Das Stück war der Titelsong für das gleichnamige Album.

## Geschichte
Das Lied handelt von einer Frau, die sehr hart für ihr Geld arbeiten muss, aber doch zufrieden ist, da sie sich wertgeschätzt fühlt. Die Handlung basiert auf einer wahren Begebenheit, als Summer auf eine Toilettenfrau traf, die bei der Arbeit eingeschlafen war und von ihren zwei weiteren Jobs erzählte.
Die Veröffentlichung war am 27. Mai 1983. Der Song wurde ein Hit und ist eines der bekanntesten Stücke von Donna Summer.

## Musikvideo
Die Handlung des Musikvideos ist sehr an das Lied angelehnt. Zu Beginn des Videos träumt die Protagonistin davon, eine Balletttänzerin zu sein, doch später wird sie durch ihren Wecker wach und begibt sich zu ihren Arbeitsplätzen (als Reinigungskraft in einem Hochhaus, als Kellnerin in einem Lokal und als Schneiderin). Dabei kauft sie eine Zeitung. Zuerst putzt die Frau einen Boden im Hochhaus, dann lässt sie nach der Tätigkeit die Gäste in ein Lokal herein und nimmt Bestellungen entgegen. Im Lokal singt Donna Summer sitzend den Song. Später näht die Frau auch Kleider. Nach einem Einkauf kommt sie zu Hause an und muss sich auch um ihre zwei Kinder (ein Junge und ein Mädchen) kümmern. Alle Szenen wiederholen sich, bis die Frau vor Frustration einen Teller auf den Boden fallen lässt und sie ebenfalls zu Boden fällt. Danach hilft Donna Summer ihr hoch. Nach der Arbeit kommt die Frau erneut nach Hause und sieht, wie verwüstet das ganze Haus ist. Am Ende tanzen viele Frauen auf einer Straße.

## Kommerzieller Erfolg

### Chartplatzierungen
| ChartsChartplatzierungen       | Höchstplatzierung | Wochen |
| ------------------------------ | ----------------- | ------ |
| Deutschland (GfK)              | 11 (17 Wo.)       | 17     |
| Schweiz (IFPI)                 | 10 (4 Wo.)        | 4      |
| Vereinigte Staaten (Billboard) | 3 (21 Wo.)        | 21     |
| Vereinigtes Königreich (OCC)   | 25 (8 Wo.)        | 8      |

| ChartsJahrescharts (1983)      | Platzierung |
| ------------------------------ | ----------- |
| Deutschland (GfK)              | 75          |
| Vereinigte Staaten (Billboard) | 15          |

### Auszeichnungen für Musikverkäufe
| Land/Region | Auszeichnungen für Musikverkäufe (Land/Region, Auszeichnung, Verkäufe) | Verkäufe |
| ----------- | ---------------------------------------------------------------------- | -------- |
| Kanada (MC) | Gold                                                                   | 50.000   |
| Insgesamt   | 1× Gold ·                                                              | 50.000   |

## Coverversionen
- 1984: Helena Vondráčková (Náhodný známý/She Works Hard For The Money)
- 1997: Dusty Springfield
- 2008: Jordin Sparks
- 2009: Kris Allen